# Geoff Hurst
Sir Geoffrey Charles "Geoff" Hurst MBE (født 8. december 1941 i Ashton-under-Lyne, England) er en tidligere engelsk fodboldspiller, der som angriber på det engelske landshold var med til at vinde guld ved VM i 1966. Her blev han verdensberømt for i finalen mod Vesttyskland at score et hattrick i den engelske sejr på 4-2.

## Klubkarriere
Hursts aktive karriere strakte sig fra 1959 til 1976, og langt størstedelen af tiden blev tilbragt hos West Ham United, som han spillede for i 13 år. Hos London-klubben var han med til at vinde både FA Cuppen i 1964 og Pokalvindernes Europa Cup i 1965. 
I 1972 forlod Hurst West Ham United og skiftede til Stoke City, hvor han spillede de følgende tre sæsoner. Efter et kort ophold hos West Bromwich afsluttede han sin karriere med udlandsophold hos først Seattle Sounders i USA og siden irske Cork Celtic.

## Landshold
Hurst nåede gennem sin karriere at spille 49 kampe og score 24 mål for Englands landshold. Han repræsenterede sit land i årene mellem 1966 og 1972, og var derfor hel ny på landsholdet, som han var med til at gøre til verdensmester ved VM i 1966 på hjemmebane. Han deltog efterfølgende også ved EM i 1968 og VM i 1970.

### VM-finalen 1966
Den absolutte stjernestund i Hursts karriere var VM-finalen den 30. juli 1966 på Wembley Stadium i London, hvor de engelske værter stod overfor ærkerivalerne Vesttyskland. Hurst scorede, som den eneste spiller i verdenshistorien indtil videre, et hattrick i kampen. Det ene af målene, der faldt i 1. halvleg af den forlængede spilletid, var det legendariske og omdiskuterede fantom-mål, hvor bolden efter et skud fra Hurst slog ned på/bag stregen. (Se målet på Youtube under de eksterne henvisninger) Kampens schweiziske dommer dømte mål, og senere scorede Hurst også til slutresultatet 4-2.

## Trænerkarriere
Efter Hurst stoppede sin aktive karriere var han fra 1979-1981 manager for London-klubben Chelsea F.C. Han stod i spidsen for klubben i alt 79 kampe.